# Paul Althaus

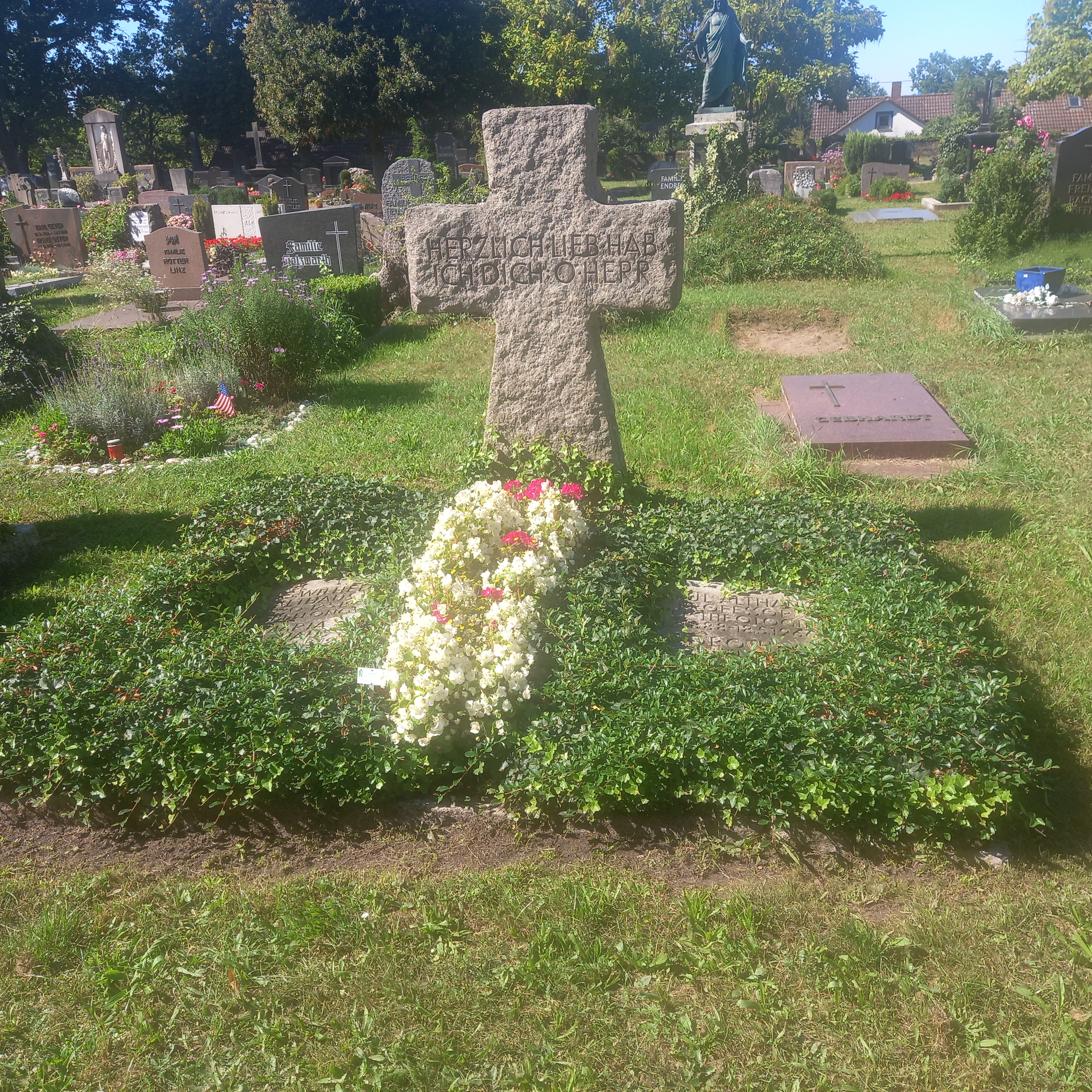
Das Grab von Paul Althaus und seiner Ehefrau Dorothea geborene Zielke im Familiengrab auf dem Neustädter Friedhof in Erlangen

August Wilhelm Hermann Paul Althaus (* 4. Februar 1888 in Obershagen; † 18. Mai 1966 in Erlangen) war ein evangelischer Theologe. Bedeutung erlangte er durch seine Eschatologie, durch seine Ur-Offenbarungslehre, durch seine Schöpfungsethik sowie als Lutherforscher und Prediger. Umstritten ist er wegen seiner zunächst positiven Einstellung zum Nationalsozialismus (er selbst vertrat deutschnationale Positionen), seiner antisemitischen Äußerungen und seines Eintretens für die Einführung eines Arierparagraphen in der Kirche.

## Leben
Paul Althaus, Sohn des gleichnamigen evangelischen Theologen Paul Althaus (1861–1925), studierte in Tübingen und Göttingen Evangelische Theologie. Seit 1906 war er Mitglied der Studentenverbindung AV Nicaria Tübingen im SB. In Tübingen wurde er vor allem durch Adolf Schlatter geprägt. In Göttingen wurde er bei Eduard Stange zum Dr. theol. promoviert und habilitierte sich 1913/14 ebenda. Im Ersten Weltkrieg diente er als Militärpfarrer. Ab 1919 war Paul Althaus ordentlicher Professor für Systematische Theologie an der Universität Rostock. 1925 nahm Althaus, der sich schon seit seiner Studienzeit in der Ökumenischen Bewegung mitgearbeitet hatte, an der Stockholmer Weltkirchenkonferenz teil. Im selben Jahr erhielt er den Ruf auf den Lehrstuhl für Dogmatik, Apologetik und Dogmengeschichte in Erlangen. 1932 wurde er nach dem Tod Philipp Bachmanns dessen Nachfolger auf dem Lehrstuhl für Systematische Theologie und neutestamentliche Exegese. Er war ab dem Sommersemester 1929 Ehrenmitglied der Studentenverbindung Uttenruthia Erlangen. 1931 wurde Althaus – zunächst bis 1937 gemeinsam mit dem Praktischen Theologen Friedrich Ulmer – Universitätsprediger. Mit einer Unterbrechung zwischen 1940 und 1946, als das Amt während des „Dritten Reiches“ abgeschafft wurde, übte er dieses Amt bis weit über seine Emeritierung im Jahre 1957 bis 1964 aus. Paul Althaus war von 1927 bis 1964 Präsident der Luther-Gesellschaft.
Nach dem Ende des Zweiten Weltkriegs war er 1945 zunächst Leiter der universitätsinternen Entnazifizierungskommission. Nachdem jedoch seine anfänglich positive Haltung zum Nationalsozialismus bekannt geworden war, wurde er am 31. Januar 1947 von der amerikanischen Militärregierung im Zuge der Entnazifizierung seines Dienstes enthoben. 1948 erhielt er erneut die Lehrerlaubnis an der Universität Erlangen, wo er bis zu seiner Emeritierung im Jahr 1957 wirkte. 1953 wurde Althaus zum Mitglied der Bayerischen Akademie der Wissenschaften gewählt.
Seinen Nachlass verwaltet Gotthard Jasper.

## Lehre

### Ur-Offenbarungslehre
Mit der Lehre von der Ur- oder Grund-Offenbarung wandte sich Althaus gegen die christozentrische Offenbarungstheologie der Dialektischen Theologie um Karl Barth, die eine Selbsterschließung Gottes außerhalb Christi abstritt. Nach Althaus offenbart sich Gott auch außerhalb Jesu Christi (in der menschlichen Existenz, im Schicksal, in der Geschichte, der Natur und dem menschlichen Wahrheits- und Sündenbewusstsein). Die Ur-Offenbarung bleibt jedoch der Heilsoffenbarung in Christus untergeordnet, da sie mit den Attributen der sündigen Welt behaftet ist.

### Schöpfungstheologie
Althaus betrachtete Institutionen wie Ehe, Familie, Arbeit, Wirtschaft, Recht, Volk, Staat, Kirche und Gesellschaft als von Gott mit dessen guter Schöpfung von Beginn an vorgegebene Seinsordnungen. Sie sind nicht als bloße Erhaltungs-, sondern als Schöpfungsordnungen zu verstehen, da Gott in ihnen fortwährend wirkt. Die Ordnungen sind Gottes Mittel, die Welt auf sein Reich hin zu erhalten und das Zusammenleben der Menschen zu gewährleisten. Dafür binden sie den Menschen, der in seiner Freiheit zur verantwortlichen Entscheidung für sie in Anspruch genommen wird. – Althaus’ Ansicht vom Volk als Schöpfungsordnung hat zu seinen umstrittenen Aussagen zum Nationalsozialismus geführt.

### Lutherforscher
Paul Althaus gilt als hervorragender Kenner der Theologie Martin Luthers. Seine Veröffentlichungen „Die Theologie Martin Luthers“ und „Die Ethik Martin Luthers“ gelten auch heute noch als Standardwerke.

### Todesstrafe
Althaus forderte auch nach der Verabschiedung des bundesdeutschen Grundgesetzes 1949 die Einführung der Todesstrafe.

## Verhältnis zum Nationalsozialismus, Antisemitismus
Althaus begrüßte wie viele evangelische Theologen die Machtergreifung der Nationalsozialisten als vermeintliche Chance für eine Rechristianisierung Deutschlands und als realistische Gelegenheit zur Überwindung der als ungerecht empfundenen Bestimmungen des Friedensvertrags von Versailles. So nannte er in seiner differenzierten Schrift Die deutsche Stunde der Kirche die Machtübernahme Hitlers ein „Geschenk und Wunder Gottes“.  1936 untermauerte er die Herrschaft des Führers mit seiner Ordnungstheologie und begründete die nationalsozialistische Volksgemeinschaft theologisch. 1939 war er Mitglied der NSV und predigte die Judenverfolgung als sichtbares Zeichen der Verheißung Gottes. Bereits in Althaus’ Schriften vor 1933 finden sich einige antisemitische Äußerungen, die sich aus Althaus’ Lehre vom Volk als Schöpfungsordnung ergeben. 1933 entwarf Althaus mit seinem Kollegen Werner Elert das Gutachten der Erlanger Theologischen Fakultät zu einem geplanten Arierparagraphen der Reichskirche. Althaus und Elert fordern in ihrem Gutachten, „nichtarische“ Bewerber um ein kirchliches Amt auszuschließen. Bereits eingestellte „Nichtarier“ sollten jedoch – entgegen den Forderungen der Deutschen Christen – nicht aus ihren Ämtern entlassen werden.

## Auszeichnungen
Im Jahr 1959 wurde Paul Althaus mit dem Bayerischen Verdienstorden ausgezeichnet.

## Schriften (Auswahl)
- Luther und das Deutschtum, Leipzig 1917
- Die letzten Dinge. Entwurf einer christlichen Eschatologie (Studien des apologetischen Seminars in Wernigerode 9). Gütersloh 1922
- Kirche und Volkstum. Der völkische Wille im Lichte des Evangeliums, Gütersloh 1928
- Grundriß der Ethik, Erlangen 1931 (frühere Aufl. u. d. T.: Leitsätze)
- Die deutsche Stunde der Kirche, Göttingen 1933
- Obrigkeit und Führertum. Wandlungen des evangelischen Staatsethos in Deutschland, Gütersloh 1936
- Der Christenglaube und das Sterben, Gütersloh 1941
- Vom Sterben und vom Leben, Gütersloh 1950 (frühere Aufl. u. d. T.: Der Christenglaube und das Sterben)
- Die Theologie Martin Luthers,  Gütersloher Verlags-Haus G. Mohn, Gütersloh 1962
- Die Ethik Martin Luthers, Gütersloh 1965
- Der Brief an die Römer (NTD 6), Göttingen, 10. Auflage 1966
- Die Christliche Wahrheit. Lehrbuch der Dogmatik, 8. Aufl., Gütersloh 1969

## Zitat
„Und schließlich darf man an die Judenfrage erinnern. Wie immer wir Deutsche sie lösen - an einem wird nichts zu ändern sein: daß die Juden in unserem Lande wie unter den anderen Völkern der Welt sitzen bleiben. Mir scheint, daß dieses Schicksal jenseits aller schweren Aufgaben und Nöte, die es mit sich bringt, einen klaren Sinn von Gott her hat: daß die Juden überall, wohl besonders empfindlich bei uns, die völkische Geschlossenheit sprengen, soll hinweisen auf die Grenze und Relativität völkischer Sonderung und Geschlossenheit und das Auge vorwärts richten auf das kommende Reich Gottes.“

„Sie (die Kirche) weiß sich selbst in der gegenwärtigen Lage zu neuer Bestimmung auf ihre Aufgabe, Volkskirche der Deutschen zu sein, gerufen. Dazu gehört, daß sie heute ihren Grundsatz von der völkischen Verbundenheit der Amtsträger mit ihrer Gemeinde bewusst neu geltend macht und ihn auch auf die Christen jüdischer Abstammung anwendet. Für die Stellung der Kirche im Volksleben und für die Erfüllung ihrer Aufgabe würde in der jetzigen Lage die Besetzung ihrer Ämter mit Judenstämmigen im allgemeinen eine schwere Belastung und Hemmung bedeuten. Die Kirche muß daher die Zurückhaltung ihrer Judenchristen von den Ämtern fordern.“